# Arconate
Arconate (Arconaa in dialetto milanese, AFI: [arkuˈnɑː], El Conaa nella parlata locale, AFI: [elkuˈnɑː]) è un comune italiano di 6 851 abitanti della città metropolitana di Milano in Lombardia.

## Geografia fisica
Arconate è posta a nord-ovest di Milano, nell'Alto Milanese.

## Storia
Il territorio su cui sorge attualmente Arconate era abitato nei tempi antichi dai Liguri, che lasciarono poi spazio ai Celti nel corso del V secolo a.C. Una traccia dell'origine ligure sarebbe tuttora rintracciabile nella fonetica del dialetto locale; la conservazione di questi tratti è giustificata con la lontananza dell'antico villaggio da centri più grandi e dalle principali vie di comunicazione.
Come tutta la Gallia Cisalpina, anche questa zona fu conquistata nel III secolo a.C. dai Romani, che ne rivoluzionarono l'organizzazione territoriale: ripartirono i campi agricoli con una formazione a linee ortogonali e parimenti fecero per la realizzazione di strade e sentieri, sul modello della topografia degli accampamenti militari.
Alla caduta dell'Impero Romano la regione subì numerose invasioni barbariche, fino allo stanziamento dei Longobardi datato all'anno 568. Arconate era parte del Contado di Burgaria.
In questo periodo si andava completando la diffusione del Cristianesimo a scapito della religione pagana romana e furono edificate numerose chiese, facenti capo alla Pieve di Dairago.
Il nome di Arconate compare per la prima volta nel 1027, su un documento del Monastero Maggiore di Milano, che possedeva dei beni in questo villaggio. Per opera di Federico Barbarossa Arconate diviene, nel 1164, feudo di Rainald von Dassel, suo cancelliere e condottiero. L'imperatore venne però poi sconfitto e scacciato dalla Lega Lombarda e a partire dal 1186, abbiamo notizie, seppur indirette, di una nobile casata, punto di riferimento della vita del villaggio del tempo. Questa famiglia di marchesi, a cui appartenne anche il celebre avventuriero del XVII secolo Giovanni Gerolamo Arconati Lamberti,  prese appunto il nome di Arconati, dal nome del luogo di origine.
Nell'Arconate del XIII secolo sorgeva anche un monastero dei Frati Umiliati e un castello, poi andato distrutto e di cui si hanno scarsissime notizie. A fianco della chiesa di Santa Maria delle Grazie (oggi nota come chiesa di Santa Maria Nascente, che era di proprietà pubblica, venne poi edificata da privati la chiesa di Sant'Eusebio, poi ricostruita due volte, nel 1683 e nel 1903.
Nell'età dei Comuni, alla fine del Medioevo, Arconate aveva un'organizzazione indipendente: contava circa 250 abitanti, prevalentemente dediti all'agricoltura, nonostante la scarsa produttività del terreno, a causa della brughiera e della carenza d'acqua. Il villaggio era dominato dei nobili, che possedevano quasi tutte le abitazioni: i già citati Arconati e i De Capitani.
Con l'inizio dell'era moderna la pieve di Dairago ebbe un'importanza declinante e gli Arconati tennero il villaggio come proprio feudo; tale situazione si mantenne immutata nei secoli, pur seguendo l'andamento della storia lombarda, fino alla discesa in Italia di Napoleone Bonaparte, che abolì definitivamente il feudalesimo.
Come istituzione ufficiale la pieve di Dairago fu abolita nel XIX secolo, quando il territorio viene riorganizzato in distretti; Arconate divenne parte del distretto di Cuggiono, nel 1859 rinominato come mandamento. Questa suddivisione del territorio venne a sua volta abrogata in epoca fascista.
Nel 1868 il Regno d'Italia pianificò la soppressione dei comuni di Arconate e Dairago e la fusione con Busto Garolfo, a causa delle loro piccole dimensioni; in seguito ad un ricorso degli enti locali il progetto venne però parzialmente abbandonato e Arconate finì per annettere Dairago nel 1869. L'idea riprendeva comunque leggi dell'età di Napoleone, quando Arconate fu annessa dapprima a Buscate e poi a Busto Garolfo.
Un forte impulso all'economia arconatese fu dato nel 1886 con la costruzione del canale Villoresi, che permise un forte aumento della produttività agricola, sopperendo all'endemica carenza di acqua del territorio. Parallelamente a questo furono stabiliti ad Arconate stabilimenti industriali, che spinsero ad aumentare anche le vie di collegamento terrestri con i maggiori centri del territorio.
Dal 24 dicembre 1957 Dairago ha costituito un comune autonomo, mentre nel 1977, con referendum consultivo, è stata decisa la riunione della frazione Olcella sotto il territorio di Busto Garolfo.

### Simboli
Lo stemma e il gonfalone sono stati concessi con decreto del presidente della Repubblica del 28 gennaio 1953.
La prima partizione riprende il blasone della famiglia milanese degli Arconati, i più antichi feudatari del paese; il biscione è simbolo del ramo della famiglia Visconti, imparentata con i conti Arconati; il capo d'azzurro caricato dell'aquila e di due stelle d'oro deriva dallo stemma della famiglia dei marchesi Lossetti, anch'essi antichi feudatari di Arconate e di Dairago.
Il gonfalone è un drappo partito di bianco e di rosso.

### Onorificenze
Arconate è tra i primi comuni decorati della seguente onorificenza:

## Società

### Evoluzione demografica
Abitanti censiti

### Etnie e minoranze straniere
Secondo i dati ISTAT al 31 dicembre 2010 la popolazione straniera residente era di 293 persone. Le nazionalità maggiormente rappresentate in base alla loro percentuale sul totale della popolazione residente erano:
- Albania 92 1,42%

## Amministrazione

Il gonfalone civico

| Periodo        | Periodo        | Primo cittadino       | Partito                                | Carica  | Note |
| -------------- | -------------- | --------------------- | -------------------------------------- | ------- | ---- |
| 27 giugno 1988 | 27 aprile 1997 | Pier Carlo Maggiolini | Lista civica                           | Sindaco |      |
| 27 aprile 1997 | 13 maggio 2001 | Luciano Poretti       | Forza Italia                           | Sindaco |      |
| 13 maggio 2001 | 25 maggio 2014 | Mario Mantovani       | Forza Italia / Il Popolo della Libertà | Sindaco |      |
| 25 maggio 2014 | 26 maggio 2019 | Andrea Colombo        | Lista civica                           | Sindaco |      |
| 26 maggio 2019 | 10 giugno 2024 | Sergio Calloni        | Lista civica                           | Sindaco |      |
| 10 giugno 2024 | in carica      | Mario Mantovani       | Fratelli d'Italia                      | Sindaco |      |